# Przemiana fizyczna
Przemiana fizyczna (proces fizyczny) – proces, w którym można wyróżnić co najmniej dwa istotnie różniące się stany materii, tzw. początkowy i końcowy. Przemiana fizyczna zmienia właściwości fizyczne obiektu (ciała, substancji lub systemu fizycznego) lub jego stan, np. położenie, prędkość.
W klasycznej fizyce przemiana fizyczna to taka zmiana układu fizycznego, która nie powoduje zmiany właściwości chemicznych substancji. Pojęcie to jest używane głównie w chemii, gdzie przemianami fizycznymi nazywa się wszystkie zjawiska fizyczne, którym nie towarzyszy reakcja chemiczna, np. topnienie parafiny.
W istocie jednak każda reakcja chemiczna może też być traktowana jako przemiana fizyczna zachodząca w skali atomowej. O fizyce przemian chemicznych traktują takie nauki jak chemia fizyczna czy chemia kwantowa.
Przykłady przemian fizycznych:
- przemiana fazowa
- przemiana alotropowa
- przemiana polimorficzna